# مطار لاسا الدولي
مطار لاسا الدولي (بالصينية: 拉萨贡嘎机场)(بالتبتية القياسية: ལྷ་ས་གོང་དཀར་གནམ་གྲུ་ཐང)(إياتا: LXA، إيكاو: ZULS) يقع في مدينة لاسا في جمهورية الصين الشعبية. يقع على بعد حوالي 97 كيلومترًا (60 ميلًا) من لاسا. يقع مطار لاسا على ارتفاع 3600 متر (11800 قدم)، وهو أحد أعلى المطارات في العالم. بني المطار لأول مرة في عام 1965، وبني مدرج ثان في عام 1994، بنيت المحطة الثانية في عام 2004، وتم تشغيل المحطة الثالثة الجديدة تمامًا في عام 2021.
صنف مطار لاسا الدولي في المرتبة التاسعة والأربعون في الصين من حيث عدد الركاب عام 2011 وفقًا لإدارة الطيران المدني في الصين، حيث تعامل مع 1,581,538 راكب، وبلغ إجمالي حركة الطائرات (القادمة والمغادرة) 13,932 طائرة وقد بلغت كمية البضائع المنقولة عبر المطار 11,347 طن.

## شركات الطيران والوجهات
| شركـات طيـران          | الوجهات |
| ---------------------- | --- |
| طيران الصين            | مطار بكين العاصمة الدولي، مطار تشنغدو شوانغليو الدولي، مطار تشنغدو تيانفو الدولي، مطار تشونغتشينغ جيانغبى الدولي، مطار هونغيوان، مطار تريبوفان الدولي، Shigatse–Tingri، مطار شيتشانغ تشينغشان |
| Chengdu Airlines       | مطار تشنغدو شوانغليو الدولي، مطار فوتشو تشانغله الدولي، مطار ووهان الدولي، مطار تشنغتشو الدولي |
| خطوط شرق الصين الجوية  | مطار تشانغشا هوانغوا الدولي، مطار تشنغدو شوانغليو الدولي، مطار ديشين شانغري-لا، مطار هوهوت بايتا الدولي، مطار هوايان ليانشوي، مطار كونمينغ جانغشوي الدولي، Lianyungang، مطار شانغهاي بودنغ الدولي، مطار شيان شيانيانغ الدولي |
| خطوط جنوب الصين الجوية | مطار تشونغتشينغ جيانغبى الدولي، مطار قوانغتشو باييون الدولي |
| خطوط لاكي الجوية       | مطار تشنغدو تيانفو الدولي |
| خطوط سيتشوان الجوية    | مطار تشنغدو شوانغليو الدولي، مطار تشنغدو تيانفو الدولي، مطار تشونغتشينغ جيانغبى الدولي، مطار غانان شياهي، مطار هانغتشو شياوشان الدولي، مطار تريبوفان الدولي، مطار كونمينغ جانغشوي الدولي، مطار ساني ليجيانغ، مطار ميانيانغ نانيجو، مطار أورومتشي الدولي، مطار شيان شيانيانغ الدولي، مطار شينينغ الدولي |
| طيران التبت            | مطار بكين العاصمة الدولي، مطار تشانغشا هوانغوا الدولي، مطار تشنغدو شوانغليو الدولي، مطار تشونغتشينغ جيانغبى الدولي، Dazhou، مطار ديشين شانغري-لا، مطار غولوغ ماكين، مطار غوانغيون بانلونغ، مطار قوييانغ لونغدونغابو الدولي، مطار هانغتشو شياوشان الدولي، مطار هونغ كونغ الدولي، مطار جييانغ شاوشان، مطار جينان الدولي، مطار تريبوفان الدولي، مطار كونمينغ جانغشوي الدولي، مطار لانتشو تشونغ تشوان، مطار ساني ليجيانغ، مطار لوئهو يونلونغ، مطار ميانيانغ نانيجو، مطار نانتشانغ تشانغبى الدولي، مطار نانشونغ غاوبينغ، مطار نانجينغ الدولي، مطار نغاري غونشا، مطار كامدو بامدا، مطار سانيا فينيكس الدولي، مطار شانغهاي هونغكياو الدولي، مطار شنيانغ الدولي، مطار شينزين باوان الدولي، مطار شيجياتشوانغ تشنغدينغ الدولي، مطار تيانجين الدولي، مطار وانتشو وتشياو، مطار ونزهو يونجقيانج الدولي، مطار شيان شيانيانغ الدولي، مطار شينينغ الدولي، مطار يبين واليانجي، مطار ينتشوان خه دونغ، مطار يوشهو باتانغ، مطار تشنغتشو الدولي، مطار زوني شينزهو |
| West Air               | مطار تشونغتشينغ جيانغبى الدولي، مطار غولمود، مطار حيفي شينكياو الدولي، مطار لوئهو يونلونغ، مطار قيانجيانغ والينغشان، مطار تشنغتشو الدولي |
| خطوط زيامن الجوية      | مطار تشونغتشينغ جيانغبى الدولي، مطار فوتشو تشانغله الدولي، مطار شيامن قاوتشي الدولي |